# Head (album de The Jesus Lizard)
Pour les articles homonymes, voir Head.
Albums de The Jesus Lizard
Pure
(1989) Goat
(1990)
Head est le premier album de The Jesus Lizard, sorti en 1990 chez Touch & Go Records. Il s'agit du premier enregistrement du groupe incluant un batteur, Mac McNeilly.
C'est à travers cet « album à la violence décapante » que le groupe pose véritablement les jalons de son univers musical brutal : « implacablement puissant », « fusion de blues sombre et de frénésie punk », « plein de bruit et de colère », avec une rythmique implacable, entre une basse lourde et les martellements de MacNeilly, l'ensemble du disque est caractérisé par une dynamique inédite dans le rock indé de l'époque. Pour sa part le chant de David Yow est d'une grande violence, avec des hurlements qui font penser qu'il « chante derrière un mur ou à travers une compresse de coton ». On peut ajouter à ce panorama des thèmes et titres de chansons indélicats ("My Own Urine", "Waxeater", etc.).

## Titres
| No  | Titre           | Durée |
| --- | --------------- | ----- |
| 1.  | One Evening     | 3:01  |
| 2.  | S.D.B.J.        | 2:27  |
| 3.  | My Own Urine    | 3:08  |
| 4.  | 7 vs. 8         | 3:13  |
| 5.  | If You Had Lips | 3:35  |
| 6.  | Pastoral        | 3:29  |
| 7.  | Waxeater        | 2:09  |
| 8.  | Good Thing      | 1:44  |
| 9.  | Tight N Shiny   | 2:11  |
| 10. | Killer McHann   | 2:16  |

La version CD inclut les titres du maxi Pure (1989) :
| No | Titre                              | Durée |
| -- | ---------------------------------- | ----- |
| 1. | Blockbuster                        | 3:29  |
| 2. | Bloody Mary                        | 1:59  |
| 3. | Rabid Pigs                         | 2:09  |
| 4. | Starlet                            | 2:42  |
| 5. | Happy Bunny Goes Fluff-Fluff Along | 3:54  |